# Noorderkerk (Utrecht)
De Noorderkerk is een monumentaal gebouw in de Nederlandse stad Utrecht.
Het bouwwerk aan de Royaards van den Hamkade 20 is omstreeks 1922 gebouwd voor de Gereformeerde Kerk in de nieuwe wijk Ondiep. De architect D.J. Heusinkveld zorgde voor het ontwerp van het kerkgebouw in een overwegend sobere stijl van de Amsterdamse School met een aansluiting bij de omliggende bebouwing. Het grondplan van het kerkgebouw is uitgevoerd in de vorm van een Grieks kruis. De gevels bestaan grotendeels uit baksteen. Het dak is voorzien van rode dakpannen met centraal een klokkentorentje. Bijbehorend zijn een muur om het terrein en een pastorie aan de Opzoomerstraat 2.
In 1978 heeft de pinkstergemeente "Samuel" het gebouw aangekocht en in gebruik genomen. Tegenwoordig heeft het gebouw nog altijd een religieuze functie en is het in gebruik als moskee. Het gebouw is gewaardeerd als gemeentelijk monument.